# La Belle Excentrique

La Belle Excentrique est une suite de danses pour petit orchestre composée par Erik Satie. C'est une parodie des clichés du music hall, conçue comme une  mise en scène chorégraphique et selon les normes modernes, elle peut être considérée comme un ballet,. Satie lui a donné le sous-titre lunatique de « fantaisie sérieuse ». Elle a été créée au Théâtre du Colisée à Paris le 14 juin 1921, sous la direction de Vladimir Golschmann. Plus tard, le compositeur a arrangé l'œuvre pour deux pianos.

## Musique

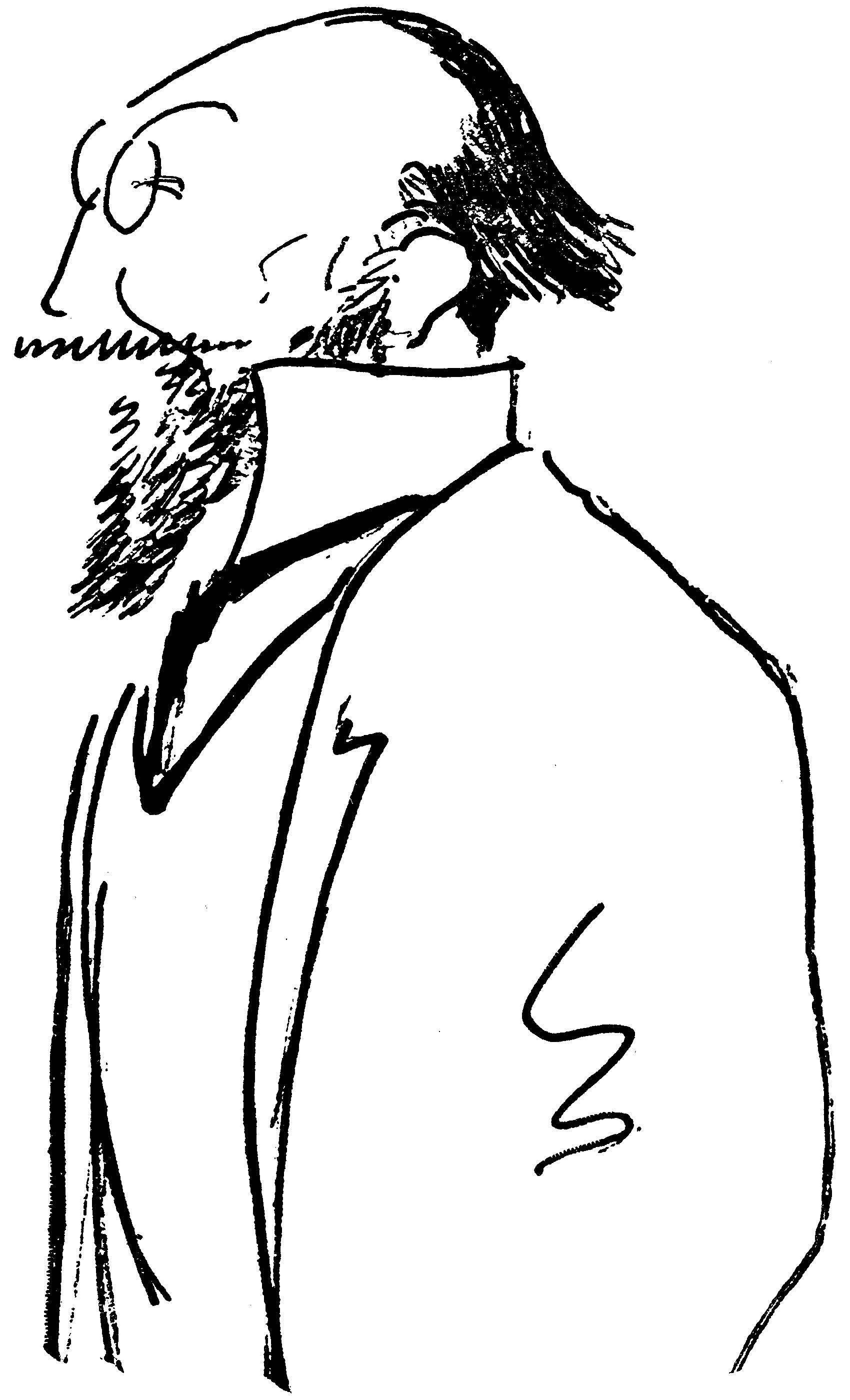
Erik Satie par Alfred Frueh.

Satie compose cet ensemble de danses entre juillet et octobre 1920. C'était un fougueux retour à son idiome cabaret fin de siècle, après une brève période « sérieuse » qui avait produit la cantate Socrate (1918) et les Nocturnes (1919) pour piano. La suite se compose de trois danses – marche, valse, cancan – et d'une ritournelle instrumentale :
1. Grande ritournelle
2. Marche franco-lunaire
3. Valse du mystérieux baiser dans l'œil
4. Cancan Grand-Mondain

Les premières esquisses montrent que Satie avait prévu à l'origine que « La Belle », « comme un voyage musicale à travers trois périodes de divertissement populaire  parisien », sous les rubriques suivantes : « en 1900 : la Marche pour une Grande Cocotte » ; « 1910 : Élégance du Cirque (Écuyère) » ; et « 1920 : French Cancan Moderne ». Abandonnant rapidement le schéma chronologique, il se mit à fouiller dans son passé musical, donnant les danses bizarres, des titres qui évoquent les morceaux de piano humoristiques de la décennie précédente. Pour la Grande ritournelle, il recycle des matériaux provenant d'une chanson de cabaret inédite, la Légende californienne, un cakewalk de 1905.
Dans tous les numéros, Satie rejette sa sèche et coutumière ironie, à la faveur d'une solide (certains l'appelaient vulgaire) sensibilité de vaudeville,. Les mélodies sont très populaires d'inspiration, les rythmes de danse parfois fouettés par de grands galops ou des percussions de stentor. Malgré le sujet vulgaire, Satie était comme toujours scrupuleux dans ses méthodes de composition. Il a réécrit les mesures d'ouverture de la Marche vingt-cinq fois, avant de parvenir à les faire correspondre à ce qu'il ressentait avec le bon niveau de dissonances, pour marquer le caractère lors de la première apparition du personnage sur scène.
Le pianiste Olof Höjer a observé que la fonction et la place dans la suite de la ritournelle ne sont pas entièrement claires. Satie évidemment conçut comme une récurrence de l'intermède entre les danses de donner à l'artiste le temps de changer de costumes. Mais c'est aussi une introduction efficace et couramment pratiquée en tant que telle, en particulier dans les enregistrements. 
La suite est écrite pour un piccolo, un hautbois, une clarinette, un cor, une trompette, un trombone, percussion pour deux instrumentistes (caisse claire, cymbales, grosse caisse) et cordes. Sans reprise de la ritournelle, la musique dure environ 8 minutes.

## L'histoire

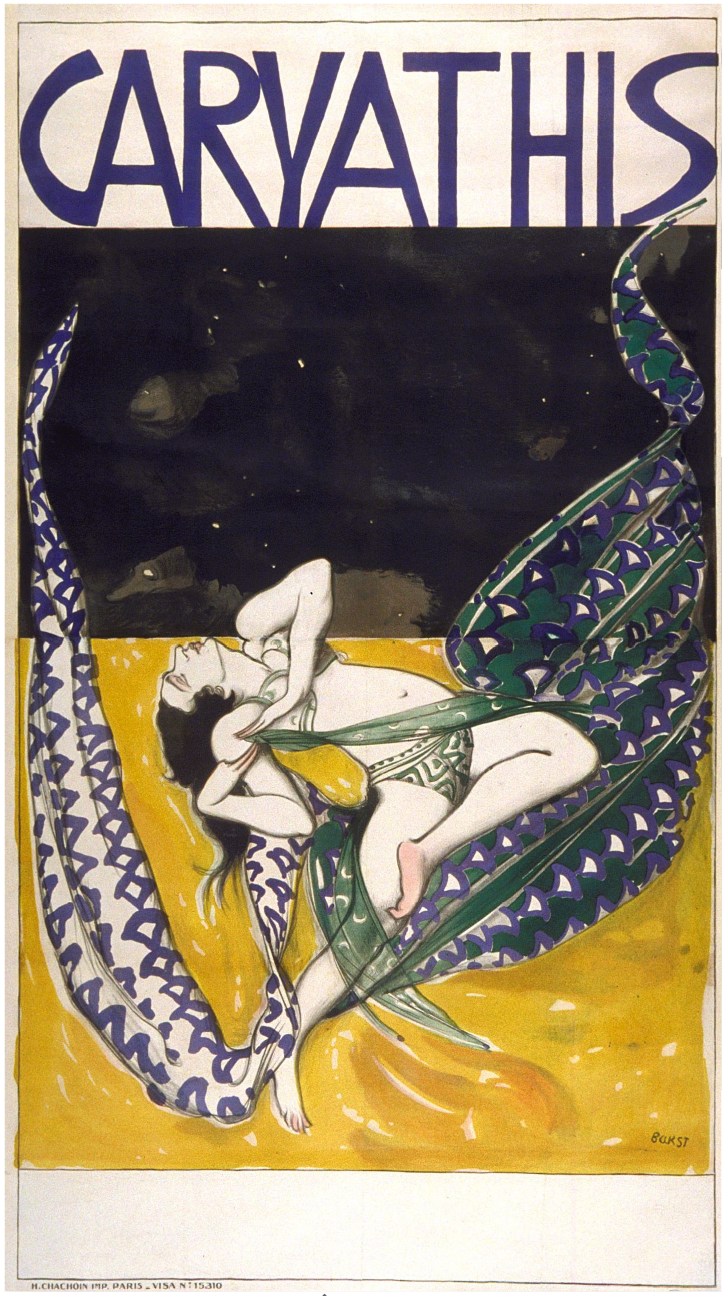
Caryathis, affiche de Léon Bakst.

La Belle Excentrique est une commande de la danseuse d'avant-garde et chorégraphe, Élisabeth (Élise) Toulemont (1889–1971), dont le nom de scène était Caryathis. Étudiante de Léo Staats, elle a gagné en notoriété au cours de la Première Guerre mondiale avec ses interprétations outrées de la musique contemporaine. Son style a été ancré dans la danse de caractère et servit un mélange éclectique de la technique classique, populaire et internationale des formes de danse, de pantomime, d'érotisme et d'humour ironique. Au début des années 1920, elle donne des soirées orgiaques à son domicile parisien, certains comme l'hyper-moraliste Satie, avaient l'habitude d'y assister avec une fascination voyeuriste. Elle a épousé plus tard, l'écrivain Marcel Jouhandeau.
Pour son premier grand récital de l'après-guerre, en collaboration avec Caryathis, l'auteur et l'artiste Jean Cocteau, qui était à l'époque un porte-parole de Satie et des compositeurs du Groupe des Six, le programme qu'ils ont assemblé était principalement axé sur leur musique. Satie a été payé 500 francs pour chacun des  trois numéros de danse ; offrant la Grande ritournelle. Le titre, La Belle Excentrique a été inventé par Cocteau.
Caryathis a commencé sa chorégraphie, en octobre 1920, avec, assistant aux répétitions, le protégé de Satie, Francis Poulenc ; il a écrit pour le critique Belge Paul Collaer que c'était « une œuvre de génie ». Sur invitation seulement, un aperçu a été donné à la maison de l'acteur Pierre Bertin, le 8 janvier 1921. Satie a été étroitement impliqué dans toutes les phases du projet. Le couturier Paul Poiret et les artistes Marie Laurencin, Kees van Dongen, et Jean Hugo ont été approchés pour créer les costumes de Belle, mais le compositeur a rejeté leurs conceptions, trop charmantes ou trop grossières. « Ma musique appelle quelque chose de scandaleux », fait-il remarquer, « une femme qui est plus zèbre que biche ». Cocteau résout le problème en concevant une tenue ventre-nu, qu'il a décrit comme conforme à « une folle américaine de l'Armée du Salut pour la vengeance ». Nicole Groult (la sœur de Poiret) lui fournit un effrayant masque pour le visage qui cache tous sauf les yeux de la danseuse.

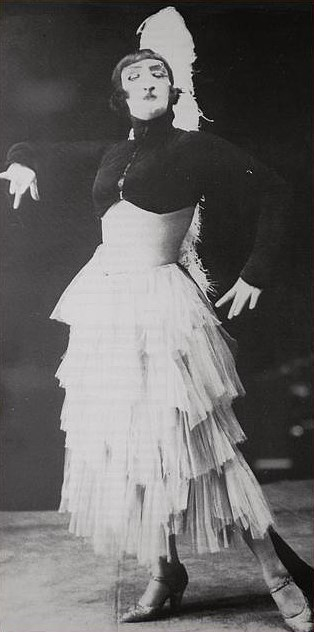
Caryathis en 1921, lors de la première de La Belle Excentrique. Costume conçu par Jean Cocteau.

 Cocteau a également écrit un texte programmatique pour La Belle qui a provoqué une friction entre les collaborateurs. Il a envisagé Belle comme un danseur jazz afro-américain et tenté d'influencer la chorégraphie en conséquence, alors que Satie a insisté pour qu'elle soit à fond Parisien. « Ce n'est pas de notre faute s'il est bourré de son « jazz » – tout à fait farci », dit Satie à Caryathis. Le texte ne semble pas avoir été utilisé et aucune trace n'en subsiste.
Le 14 juin, la première avec Caryathis au Colisée a été bien reçue. Un critique a noté à propos de l'œuvre : « Il semble que ce qui se déroule devant nos yeux n'est pas un ballet, mais l'une des visions cauchemardesques de Baudelaire ou d'Edgar Allan Poe ». En juillet 1921, le programme a déménagé au jardin à la mode du théâtre de L'Oasis de Paul Poiret, où Satie fait de rares apparitions pour diriger sa musique. La partition d'orchestre originale et la réduction pour piano à 4 mains de  Satie, ont été publiées par les Éditions de La Sirène en 1922. Un arrangement pour piano de trois des numéros (à l'exclusion de la Cancan Grand-Mondain) existe également.
Caryathis s'est tellement identifiée à son rôle, qu'elle a intitulé plus tard son autobiographie Joies et douleurs d'une belle excentrique. Elle y rappelle comment, au début de l'été de 1925, elle a décidé de quitter la scène et d'écrire tous les souvenirs de sa carrière après un incendie dans son arrière-cour. Son costume pour La Belle avait tout juste commencé à brûler quand elle a reçu un télégramme du compositeur Georges Auric disant que Satie était malade et en phase terminale, dans un hôpital parisien. Elle se précipita à son chevet, pour une dernière réunion et il est mort peu de temps après. « Satie ne semble pas se préoccuper des autres », se souvenait-elle, « mais il avait un bon cœur, même s'il était, certes, intolérant de bêtise, ce qu'il traitait par l'ironie... Son existence est régie par la musique et toute sa vie sacrifiée pour le labeur de l'inspiration et de la poursuite de la vraie connaissance ».
Comme une grande partie de la musique de Satie, La Belle Excentrique s'est glissée dans l'obscurité jusqu'à l'après seconde Guerre Mondiale. Ses premiers biographes, Pierre-Daniel Templier (1932) et Rollo H. Myers (1948), ont qualifié la pièce superficielle,. Elle a été entendue la première fois en Angleterre, le 14 juin 1949, avec l'Orchestre Symphonique de Londres dirigé par Constant Lambert, dans une émission du troisième programme de la BBC. Les pianistes Francis Poulenc et Jacques Février ont effectué le premier enregistrement en 1959, pour le label Musidisc. Depuis lors, la version à deux pianos a été plus fréquemment interprétée, mais La Belle reste l'une des compositions de Satie les moins connues.

## Enregistrements
- Pour orchestre : Maurice Abravanel - Utah Symphony Orchestra (Grande ritournelle seule, Vanguard, 1968), Friedrich Cerha - Ensemble « Die Reihe » (Vox, 1970), Bernard Herrmann - London Festival Players (Decca, 1971), Toru Yuki - Ensemble Danceries (Denon, 1987), Michel Plasson - Orchestre du Capitole de Toulouse (EMI, 1988) et Yutaka Sado - Orchestre des Concerts Lamoureux (Erato, 2001).
- Pour deux pianos : Aldo Ciccolini l'a enregistré deux fois pour EMI, doublant le second piano lui-même en 1971 et avec Gabriel Tacchino en 1988. Les autres enregistrements comprennent ceux de Jean Wiéner et Jean-Joël Barbier (1956/1960/1968, Accord/Universal Classics France, rééd. 2002)[27], Chantal De Buchy et Théodore Paraskivesco (PG Records, 1978), Wyneke Jordans et Leo van Doeselaar (Etcetera, 1983), Anne Queffélec et Catherine Collard (Virgin Classics, 1988, rééd. 2008), Jean-Pierre Armengaud et Dominique Merlet (Mandala, 1990), Klára Körmendi et Gábor Eckhardt (Naxos, 1994), Yūji Takahashi et Alain Planès (Denon, 1998), Bojan Gorisek et Tatiana Ognjanovic (Audiophile Classics, 1999), Jean-Philippe Collard et Pascal Rogé (Decca, 2000), Cristina Ariagno (assurant les deux parties, Brilliant Classics, 2006), Alexandre Tharaud et Éric Le Sage (Harmonia Mundi, 2009), Sandra et Jeroen van Veen (Brilliant Classics, 2013).
- Pour piano seul : Jean-Yves Thibaudet (Decca, 2002).

### Monographies
- Ornella Volta, Satie et la danse, Paris, Éditions Plume, 1992, 206 p. (ISBN 978-2-7021-2160-3)